# Johanna Schopenhauer

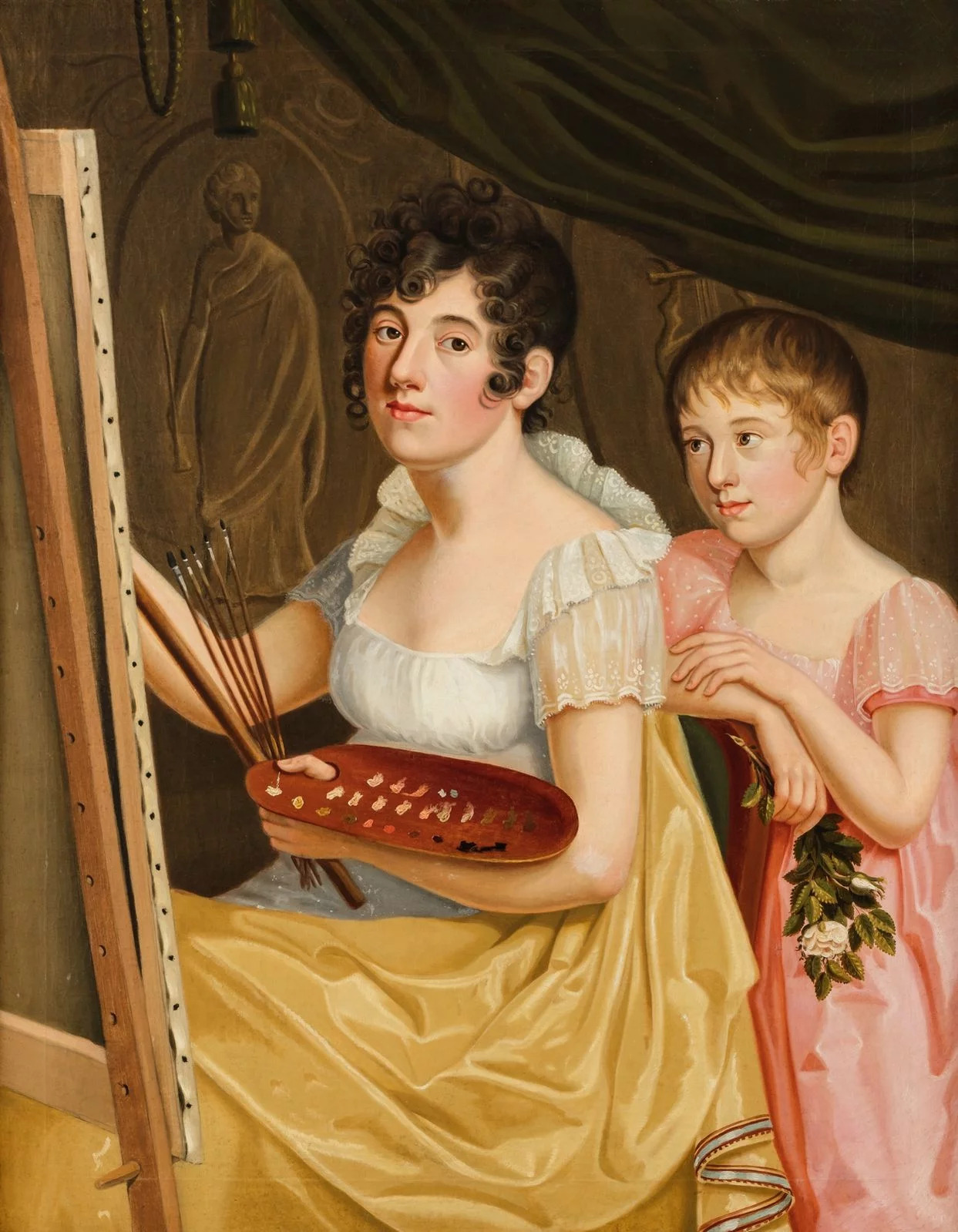
Johanna y Adele Schopenhauer.

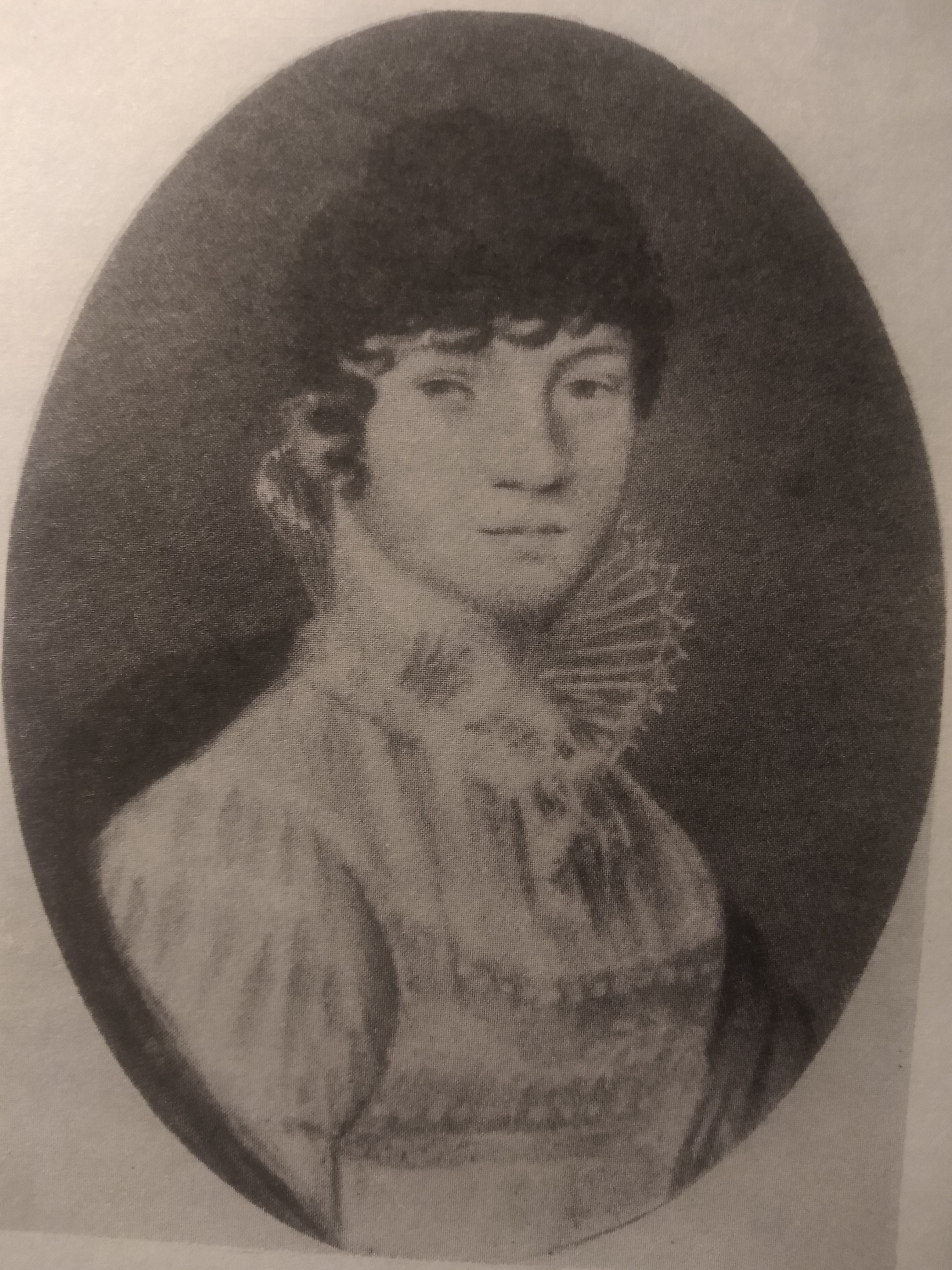
Johanna cuando era adolescente

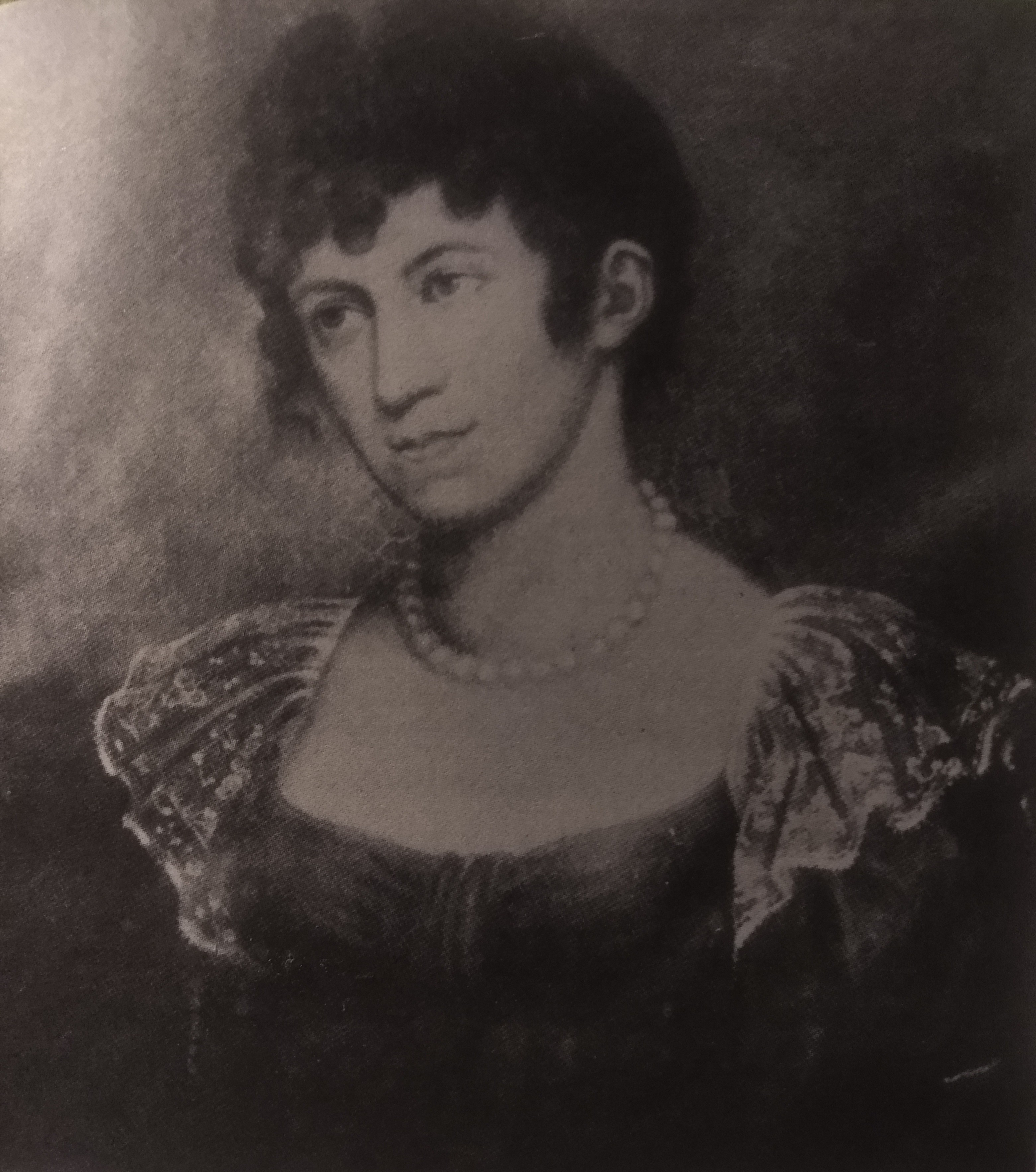
Johanna Schopenhauer. Gerhard Kügelgen, 1817

Johanna Henriette Schopenhauer (Gdansk, 9 de julio de 1766 - Jena, 17 de abril de 1838) fue una novelista alemana, madre del filósofo Arthur Schopenhauer y la artista Adele Schopenhauer.
Fue hija de un comerciante y senador de Gdansk llamado Christian Heinrich Trosiener. Contrajo matrimonio a temprana edad con el poderoso comerciante hanseático Heinrich Floris Schopenhauer, padre del filósofo. Tras la muerte de su esposo, acaecida el 20 de abril de 1805, Johanna se estableció con su hija Adele en Weimar, ciudad donde fundó un salón literario que obtuvo cierto renombre. A él asistieron destacados intelectuales de la época, tales como Goethe y Wieland, entre otros.
Aunque de joven tuvo afición por la pintura, más tarde comenzó a escribir novelas y crónicas de viajes. Sus obras completas fueron compiladas bajo el título de Jugend Leben und Wanderbilder (Vida joven y viandante) y publicadas en 24 tomos por la prestigiosa editorial Brockhaus en 1830.
Durante al período que va desde 1832 a 1837 residió en Bonn; pero en sus últimos años decidió trasladarse a Jena, donde murió el 17 de abril de 1838.

## Obra
- Carl Ludwig Fernow’s Leben. Tubinga 1810. (pdf)

- Erinnerungen von einer Reise in den Jahren 1803, 1804 und 1805 (enlace roto disponible en Internet Archive; véase el historial, la primera versión y la última)., 3 v. Rudolstadt 1813–1817.

- Novellen, fremd und eigen. Rudolstadt 1816.

- Reise durch England und Schottland. Leipzig 1818. Reimpreso: Europäischer Hochschulverlag, Bremen 2009, ISBN 978-3-941482-47-0.

- Ausflucht an den Rhein und dessen nächste Umgebungen im Sommer des ersten friedlichen Jahres. Leipzig 1818.

- Gabriele. Ein Roman, 3 v. Leipzig 1819–1820.

- Johann van Eyck und seine Nachfolger, 2 v. Frankfurt am Main 1822.

- Die Tante. Ein Roman, 2 v. Frankfurt am Main 1823.

- Erzählungen, 8 v. Frankfurt am Main 1825–1828.

- Sidonia. Ein Roman, 3 v. Frankfurt am Main 1827–1828.

- Novellen, 2 v. Frankfurt am Main 1830.

- Ausflug an den Niederrhein, 2 v. Leipzig 1831.

- Sämmtliche Schriften, 24 v. Leipzig & Frankfurt am Main 1830/1831.

- - V. 1, 2: Carl Ludwig Fernow’s Leben.
  - V. 3: Ausflucht an den Rhein
  - V. 4, 5: Johann van Eyck und seine Nachfolger.
  - V. 6: Die vier Jahreszeiten
  - V. 7–9: Gabriele.
  - V. 10–12: Sidonia.
  - V. 13, 14: Die Tante.
  - V. 15, 16: Reise durch England und Schottland.
  - V. 17, 18: Reise durch das südliche Frankreich.
  - V. 19: Josebeth; Die Brunnengäste; Der Blumenstrauß.
  - V. 20: Der Balkon; Haß und Liebe.
  - V. 21: Der Günstling; Die Reise nach Flandern; Die arme Margareth.
  - V. 22: Leontine und Natalie; Anton Solario, der Klempner.
  - V. 23: Claire; Der Schnee.
  - V. 24: Die Freunde; Meine Groß-Tante.

- Neue Novellen. Frankfurt am Main 1836.

- Die Reise nach Italien. Frankfurt am Main 1836.

- Richard Wood. 2 Bände. Leipzig 1837.

- Nachlass. 2 Bände, hrsg. von Adele Schopenhauer, Westermann, Braunschweig 1939; Reprint: Jugendleben & Wanderbilder. Europäischer Hochschulverlag, Bremen 2009 ISBN 978-3-86741-180-6 ISBN 978-3-86741-181-3.

- Briefe an Karl von Holtei. Leipzig 1870.